# ألان كوتر
ألان كوتر (بالإنجليزية: Alan Cotter) هو لاعب اتحاد الرغبي أيرلندي، ولد في 23 سبتمبر 1986 في ليمريك في جمهورية أيرلندا.